# Evelien Van Roie
Evelien Van Roie est une joueuse de football belge née le 14 mai 1985 en Belgique.

## Biographie
Elle jouait depuis 2008 au Standard Fémina de Liège. Elle a arrêté sa carrière pour des raisons professionnelles.

## Palmarès
- Championne de Belgique (1): 2009
- Coupe de Belgique des équipes B (1): 2009
- Finaliste de la Coupe de Belgique: 2009

### Bilan
- 2 titres

## Statistiques

### Ligue des Champions
- 2009-2010: 1 match